# Ellguth-Guttentag
Ellguth-Guttentag, polnisch Ligota Dobrodzieńska ist ein Ort in der Stadt- und Landgemeinde Guttentag im Powiat Oleski der Woiwodschaft Opole in Polen.

## Geographie
Ellguth-Guttentag liegt vier Kilometer westlich von Guttentag (Dobrodzień), 16 Kilometer südlich von Olesno (Rosenberg O.S.) und 34 Kilometer östlich von Opole (Oppeln).
Nachbarorte von Ellguth-Guttentag sind im Westen Makowtschütz (Makowczyce) und Thursy (Turza), im Norden Warlow (Warłów), im Osten Guttentag (Dobrodzień) und im Süden Blachow (Błachów).

## Geschichte
„Elgotha Nmognemi“  wurde erstmals 1295 im Breslauer Zehntregister Liber fundationis episcopatus Vratislaviensis urkundlich erwähnt. 1783 lebten Ellguth-Guttentag, das einem Herrn Stürmer gehörte, 164 Einwohner. Zudem bestand ein Vorwerk, eine Mühle und ein Frischfeuer. Zudem sind 21 Bauern und sieben Gärtner belegt. 1865 waren es 18 Bauern-, drei Freibauern-, acht Freigärtner- und 21 Häuslerstellen. Die Schule wurde von 170 Kindern besucht.
Bei der Volksabstimmung in Oberschlesien am 20. März 1921 stimmten 144 Wahlberechtigte für einen Verbleib bei Deutschland und 143 für Polen. Ellguth-Guttentag verblieb beim Deutschen Reich. 1933 lag die Einwohnerzahl bei 761, 1939 waren es 884 Einwohner. Bis 1945 befand sich der Ort im Landkreis Loben (zwischenzeitlich im Landkreis Guttentag).
As Folge des Zweiten Weltkriegs fiel Ellguth-Guttentag 1945 an Polen. Zum 15. März 1947 wurde es in Ligota Dobrodzieńska umbenannt., das 1950 in die Woiwodschaft Opole eingegliedert wurde. Von 1975 bis 1998 gehörte es zur Woiwodschaft Tschenstochau und ab 1999 wieder zur Woiwodschaft Opole.  Am 4. Juli 2008 erhielt der Ort zusätzlich den amtlichen deutschen Ortsnamen Ellguth-Guttentag. Am 13. Mai 2009 wurde in der Gemeinde Guttentag, der Ellguth-Guttentag angehört, Deutsch als zweite Amtssprache eingeführt.

## Sehenswürdigkeiten und Denkmale
- Wegkapelle mit einer Figur des böhmischen Landesheiligen Johannes Nepomuk.

## Vereine
- Deutscher Freundschaftskreis
- Sportverein FC Ligota Dobrodzieńska/Ellguth-Guttentag